# Rhadamantys
Rhadamantys (Ῥαδάμανθυς Rhadamanth(y/o/u)s) var ifølge græsk mytologi en vis konge, der var søn af Zeus og Europa. Han var bror til Sarpedon og Minos.
Ifølge myten var Rhadamanthys konge over Kreta inden sin bror Minos, som fordrev ham. Han flygtede til Boiotien, hvor han giftede sig med Alkmene.
Ifølge Homer og Pindar blev han efter sin død Kronos' medregent i Elysion, hvorimod Vergil gør ham til dommer i Tartaros.